# Álex Tormo Ballestero
Álex Tormo Ballestero (20 de desembre de 1974) és un actor i director de teatre.

## Biografia
Álex Tormo, en acabar selectivitat, es va matricular en Farmàcia a la Universitat Complutense de Madrid, en la que es va llicenciar el 2002. El 2003 es va llicenciar en interpretació textual a la Reial Escola Superior d'Art Dramàtic i el 2004 en teatre clàssic. Des de 2004 ha estat vinculat al Teatro de la Guindalera.

## Obres de teatre
Actor professional
| Any     | Obra de teatre                 | Director        | Autor               | Personatge            |
| 1998    | El sueño de un rey             | Els Comediants  | Els Comediants      |                       |
| 1998    | El círculo de tiza caucasiano  | Yolanda Porras  | Bertolt Brecht      |                       |
| 2003    | La ópera de los cuatro cuartos | Charo Amador    | Bertolt Brecht      |                       |
| 2004    | La muerte y la doncella        | Antonio Zancada | Ariel Dorfman       |                       |
| 2004    | Castelvines y monteses         | Aitana Galán    | Lope de Vega        | Conde París           |
| 2004    | La larga cena de navidad       | Juan Pastor     | Thornton Wilder     | Tío Lucas             |
| 2005    | Laberinto de amor              | Juan Pastor     | Miguel de Cervantes | Dragoberto            |
| 2005    | El conde de Sex                | Nacho Sevilla   | Antonio Coello      | Senescal              |
| 2005/06 | La gaviota                     | Juan Pastor     | Anton Txèkhov       | Medvédenko            |
| 2006/07 | Odio a Hamlet                  | Juan Pastor     | Paul Rudnick        | Gary                  |
| 2007    | Traición                       | Juan Pastor     | Harold Pinter       | Robert                |
| 2007    | La gaviota                     | Juan Pastor     | Anton Txèkhov       | Medvédenko            |
| 2007/08 | La larga cena de navidad       | Juan Pastor     | Thornton Wilder     | Pozo del Tío Raimundo |

Actor a l'aula de teatre universitari
| Any  | Obra de teatre                  | Autor                   | Personatge |
| 1995 | Tres sombreros de copa          | Miguel Mihura           |            |
| 1996 | Mucho ruido y pocas nueces      | William Shakespeare     |            |
| 1998 | El sueño de una noche de verano | William Shakespeare     |            |
| 1999 | Por el bien de este país        | T. Wertenbaker          |            |
| 2000 | Notas de cocina                 | Rodrigo García          |            |
| 2001 | Los figurantes                  | José Sanchís Sinisterra |            |
| 2002 | La gran paz                     | Volker Braun            |            |

Director
| Any    | Obra de teatre             | Autor                |
|        |                            |                      |
| 2005   | Qué ruina de función       | Michael Frayn        |
| 2006/7 | Nuestra navidad            | Thornton Wilder      |
| 2007   | La visita de la vieja dama | Friedrich Dürrenmatt |
| 2011   | Momo                       | Michael Ende         |
| 2012   | Ahora vuelven a cantar     | Max Frisch           |

### Sèries
| Any d'emissió | Sèrie                     | Temporada.Capítulo | Personatge            |
| ------------- | ------------------------- | ------------------ | --------------------- |
| 1999          | Famosos y familia         | 1.1                |                       |
| 2004          | Hospital Central          | 7.9                | Cosí del nuvi         |
| 2005          | Lobos                     | 1.5                | Advocat               |
| 2005          | Amar en tiempos revueltos | 1.20               | Guàrdia civil         |
| 2006          | Los simuladores           | 2. 2               |                       |
| 2006          | Ellas y el sexo débil     | 1.2                |                       |
| 2007          | MIR                       | 1.4                | Infermer de pediatria |
| 2007          | Amar en tiempos revueltos | 3.22, 3.24         | Client del Morocco    |

## Premis
Com a actor
- Candidat al Premi Unión de Actores al millor actor de repartiment de teatre als XV Premis de la Unión de Actores (2005), per En torno a la gaviota.[4]